# 小林徹
小林 徹（こばやし とおる、1950年もしくは1951年 - ）は、日本の天文学者である。
1970年代に福井県今立町や代表を務める越前市の八ツ杉天体観測所等で観測を行った。1975年に小林・バーガー・ミロン彗星(C/1975 N1)を共同発見したことで知られている。
名前が似ているため、小林彗星(P/1997 B1)や2000を超える小惑星を発見した小林隆男と混同されることがあるが、別人である。